# Sony Ericsson W800
Sony Ericsson W800 (також відомий як W800i) — тридіапазонний мобільний телефон фірми Sony Ericsson, представлений 2 серпня 2005 року у Великій Британії. Перший телефон компанії, що випускався під брендом Walkman. 
Фактично W800 є клоном моделі Sony Ericsson K750i, внаслідок чого може вважатися телефоном "все в одному": приналежність до лінійки Walkman вказує на непоганий звук і плеєр Walkman 1.0, а від K750i телефон успадкував один із найкращих у своєму класі модулів камери.

## Опис
W800 дуже схожий на Sony Ericsson K750i, але відрізняється по відношенню до нього дизайном та програмним забезпеченням для програвання медіа. У комплект поставки W800 включена картка пам'яті 512 Мб Memory Stick PRO Duo і портативна стерео гарнітура Sony Ericsson HPM-70. Доступний режим «У літаку».
Motorola ROKR E1 iTunes, його наступник Motorola ROKR E2, Nokia N91, Nokia 3250, а також Samsung SGH-i300 і його наступник Samsung SGH-i310 — основні конкуренти W800. Sony Ericsson W800 був замінений на Sony Ericsson W700 в квітні 2006 року. У комплекті з W700 поставлялася картка пам'яті 256 Мб Memory Stick PRO Duo і була відсутня функція автофокусування камери. Таким чином, вдалося зменшити вартість телефону. Крім цього, W700 був доступний у відмінному від W800 кольорі корпусу під назвою Titanium Gold.
W800 офіційно підтримує картки пам'яті об'ємом до 2 Гб, в той час як його наступник W810 вміє працювати з картами пам'яті ємністю 4 ГБ. Ключовою особливістю цього мобільного телефону є 2-мегапіксельна камера з автофокусом, функцією запису відео і спалахом. Телефон також уміє відтворювати MP3 і AAC файли. У режимі плеєра W800 міг пропрацювати до 30 годин, у режимі розмови — 9, а в режимі очікування до 400.

## Конфігурації
- W800i — для Африки, Азії, Європи, Австралії та Америки